# Psychiatrisch Centrum Broeders Alexianen
Het Psychiatrisch Centrum Broeders Alexianen was een katholiek psychiatrisch ziekenhuis gelegen in de Belgische gemeente Boechout, in de omgeving van Antwerpen. Op 1 januari 2017 fusioneerde het ziekenhuis met het Psychiatrisch Ziekenhuis Sint-Amedeus te Mortsel. Het geheel kreeg als nieuwe naam "Zorggroep Multiversum". Het vroegere "Psychiatrisch Centrum Broeders Alexianen" werd dan "campus Alexianen".

## Geschiedenis
De alexianen (vroeger ook cellebroeders, cellieten of lollarden genoemd – niet te verwarren met de Engelse lollarden) ontstonden op een ongeordende manier in de 13e eeuw en kwamen tot bloei in de 14e eeuw in het Rijnland en de Zuidelijke Nederlanden. Hun belangrijkste activiteiten waren het verzorgen van pestlijders en het begraven van de doden. De broeders Alexianen van Boechout waren oorspronkelijk de Alexianen van Antwerpen. Daarvan is voor het eerst sprake in 1342.

In de 16e eeuw vestigden de Antwerpse alexianen zich op het einde van de Lange Nieuwstraat in de omgeving van de Jezuskapel. Later kwam daar de Sudermanstraat. In 1797, tijdens de Franse Revolutie, werden ze verjaagd. Nadien keerden ze terug. In 1804 werden hen de begrafenisrechten ontnomen, waardoor ze hun belangrijkste bron van inkomen verloren. Als gevolg daarvan moesten ze hun klooster verkopen (in de huidige Cellebroedersstraat). Enkele broeders vestigden zich dan in de Jezusstraat en gingen zich toeleggen op het verzorgen van geesteszieken. In 1848 konden ze het huis, samen met een stuk grond aankopen. In 1852 openden ze er een nieuw tehuis voor mannelijke geesteszieken. Het Koninklijk Besluit van 1853 liet maximaal 30 patiënten toe. Omdat in de stad verdere uitbreiding onmogelijk was, werd in 1874 grond gekocht in Boechout.
Op 13 juli 1876 verhuisden ze naar een nieuwbouw in Boechout, op de plaats van het huidige psychiatrisch centrum: 12 broeders, 1 novice en 28 patiënten namen er hun intrek. Van de oorspronkelijke gebouwen rest enkel nog de kapel, die nog steeds in gebruik is.
In 1913 werd vanuit Boechout een dochterhuis te Son in Nederland gesticht, doch dit werd in 1958 opgeheven. In 1933 verwierven de broeders van Boechout het recht begraven te worden op een eigen kerkhof in een klein bos op het domein zelf.
Vanaf de jaren 1960 kwam er een sterke uitbreiding en vernieuwing van de gebouwen en therapieën. In de jaren 1970, bij een reorganisatie van de geestelijke gezondheidszorg, volgde een erkenning als ziekenhuis. Dit leidde tot een sterke uitbreiding van bedden en personeel. Vanaf dan kwamen ook de eerste vrouwelijke patiënten.
In 2013 werd het hoofdgebouw (zie foto) volledig gerenoveerd. Het buitenaanzicht bleef bewaard en op sommige plaatsen hersteld, terwijl de binnenindeling volledig werd aangepast.

### Overdracht naar de Broeders van Liefde
Op 1 mei 1998 werd het beheer van het Psychiatrisch Centrum Broeders Alexianen te Boechout (samen met dat van Alexianenziekenhuizen van Grimbergen en Tienen) officieel overgedragen aan de Broeders van Liefde. Het eigen accent van de alexiaanse visie en eigenheid van de ziekenhuizen worden wel behouden. De overdracht gebeurde omdat er in België nog te weinig alexianen overbleven om het geheel professioneel genoeg te kunnen blijven beheren.

### Fusie met het psychiatrisch ziekenhuis van Mortsel
Het Psychiatrisch Centrum Sint-Amedeus ligt in Mortsel op minder dan 10 km van het Psychiatrisch Centrum Broeders Alexianen en behoort eveneens tot de Broeders van Liefde. 
Multiversum is in 2017 ontstaan uit de fusie van PC Sint-Amedeus in Mortsel en PC Broeders Alexianen in Boechout, die allebei meer dan 100 jaar een toonaangevende rol speelden in de geestelijke gezondheidszorg in de provincie Antwerpen.
Zorggroep Multiversum bestaat uit een psychiatrisch ziekenhuis, met een campus in Mortsel en een campus in Boechout, een Psychiatrisch Verzorgingstehuis, met vestigingen in Mortsel, Boechout, Oud-Turnhout en Malle, en de vzw's De Link en De Vliering, twee Initiatieven Beschut Wonen. Samen bieden we psychiatrische ondersteuning in de samenleving voor mensen met een psychische kwetsbaarheid.

## Specialisaties
Multiversum organiseert behandelprogramma’s voor de volgende psychische stoornissen:
- verslaving
- psychose
- depressie
- manisch-depressieve stoornis
- persoonlijkheidsstoornissen
- eetstoornissen

Verder zijn er programma's voor mensen met een dubbeldiagnose verslaving in combinatie met een andere stoornis. Er zijn eenheden voor verslaving en psychose, verslaving en persoonlijkheidsstoornissen en verslaving en depressie. Het psychiatrisch ziekenhuis biedt de mogelijkheid tot behandeling met volledige opname of in daghospitalisatie.

## Grootte
Doorheen de jaren kende het ziekenhuis van de alexianen een sterke groei. In 1876 begon het in Boechout met 28 patiënten en geen lekenpersoneel (enkel broeders). In 1950 waren er 87 patiënten en 10 lekenhelpers. In 1965 verscheen het eerste vrouwelijke personeelslid in de verpleging. In 1976, 100 jaar na de start, waren er 200 patiënten en meer dan 100 personeelsleden. In 2011 had het ziekenhuis een erkenning voor 239 patiënten. Daartegenover stond een personeelskader van ongeveer 215 voltijds-equivalenten (meer dan 270 personeelsleden).
In 2013 werden 8 bedden afgebouwd. Het personeel dat daar tegenover stond (3,2 TFE) werd gedetacheerd naar een nieuw opgericht mobiel team. Het ziekenhuis behield dan nog een erkenning voor 231 patiënten.
Het ziekenhuis is gelegen op een uitgestrekt groen domein met een bos, grasvelden en enkele monumentale bomen.

## Samenwerking
Het Psychiatrisch Centrum Broeders Alexianen te Boechout heeft een samenwerkingsverband met vzw De Vliering. Deze omvat een dienst voor beschut wonen, het activiteitencentrum ’t Karwei, een ontmoetingscentrum De Vlonder en psychiatrische thuiszorg.

Verder is er nauwe samenwerking met psychiatrisch verzorgingstehuis Den Heuvel en Het Trajectiel.

Het psychiatrisch centrum richtte in Lier ook een ontmoetingscentrum op: d'Amandelboom. Personeel van het ziekenhuis houdt dit open, samen met vrijwilligers.
In 2011 stapte het ziekenhuis mee in SaRAH, het samenwerkingsverband voor gemeenschapsgerichte geestelijke gezondheidszorg in de regio Antwerpen. Dit netwerk behoort tot de zorgvernieuwing in het kader van artikel 107 van de ziekenhuiswetgeving. De 8 bedden die in 2013 werden afgebouwd en toegewezen aan het mobiel team, passen in dit kader.
Reeds vele jaren is in het ziekenhuis een Similes-kring (de vereniging voor familieleden van patiënten) actief.

## Onderzoek en universitaire samenwerking
Hoewel het Psychiatrisch Centrum Broeders Alexianen Boechout niet het statuut heeft van academisch ziekenhuis, is het actief betrokken bij wetenschappelijk onderzoek (zowel rond verslaving als psychose) en werkt het samen met de Universiteit Antwerpen. De hoofdgeneesheer dr. Geert Dom is als professor verbonden aan deze universiteit.

## Strafrechtelijk onderzoek en veroordeling
In de zaak van de dood van Jonathan Jacob vorderde het openbaar ministerie tegen de vroegere algemeen directeur en de hoofdgeneesheer van het Psychiatrisch Centrum Broeders Alexianen wegens schuldig verzuim, nadat het instituut de patiënt tot tweemaal toe weigerde op te nemen. Beiden werden in beroep veroordeeld tot zes maanden voorwaardelijk.